# Kozmice (okres Benešov)
Obec Kozmice se nachází v okrese Benešov, kraj Středočeský. Žije zde 427 obyvatel. Součástí obce jsou i vesnice Kácova Lhota a Rousínov.
Ve vzdálenosti osm kilometrů jihozápadně leží město Benešov, 15 km jižně město Vlašim, 21 km severozápadně město Říčany a 28 kilometrů severně město Český Brod.

## Historie
První písemná zmínka o vesnici pochází z roku 1352.

### Územněsprávní začlenění
Dějiny územněsprávního začleňování zahrnují období od roku 1850 do současnosti. V chronologickém přehledu je uvedena územně administrativní příslušnost obce v roce, kdy ke změně došlo:
- 1850 země česká, kraj České Budějovice, politický a soudní okres Benešov[5]
- 1855 země česká, kraj Tábor, soudní okres Benešov
- 1868 země česká, politický a soudní okres Benešov
- 1939 země česká, Oberlandrat Tábor, politický i soudní okres Benešov[6]
- 1942 země česká, Oberlandrat Praha, politický i soudní okres Benešov[7]
- 1945 země česká, správní i soudní okres Benešov[8]
- 1949 Pražský kraj, okres Benešov[9]
- 1960 Středočeský kraj, okres Benešov
- 2003 Středočeský kraj, okres Benešov, obec s rozšířenou působností Benešov

### Rok 1878
V obci se dne 19. května 1878 narodil František Šimůnek († 1966) – jeden z průkopníků českého letectví ještě v době před první světovou válkou.

### Rok 1932
V obci Kozmice (přísl. Kácova Lhota, 374 obyvatel, poštovní úřad, katol. kostel) byly v roce 1932 evidovány tyto živnosti a obchody: autodoprava, cihelna, 4 hostince, kolář, kovář, krejčí, pekař, pokrývač, 9 rolníků, řezník, sedlář, 2 obchody se smíšeným zbožím,, Spořitelní a záložní spolek pro Kozmice, 2 trafiky, 2 truhláři, zámečník.

## Pamětihodnosti
- Kostel svatého Jakuba Většího na návsi
- Fara na návsi
- Na západním okraji vesnice se dochovalo tvrziště po kozmické tvrzi zaniklé v patnáctém století.

## Doprava
Obcí vede silnice II/110 Sázava – Ostředek – Kozmice – Soběhrdy – Benešov. Železniční trať ani stanice na území obce nejsou. V roce 2012 obci zastavovaly autobusové linky jedoucí např. do těchto cílů: Benešov, Čerčany, Chocerady, Choratice, Ostředek, Praha, Sázava.
Obcí vede červeně značená turistická trasa Chocerady – Bělčice – Kozmice – Petroupim – Benešov.

## Galerie

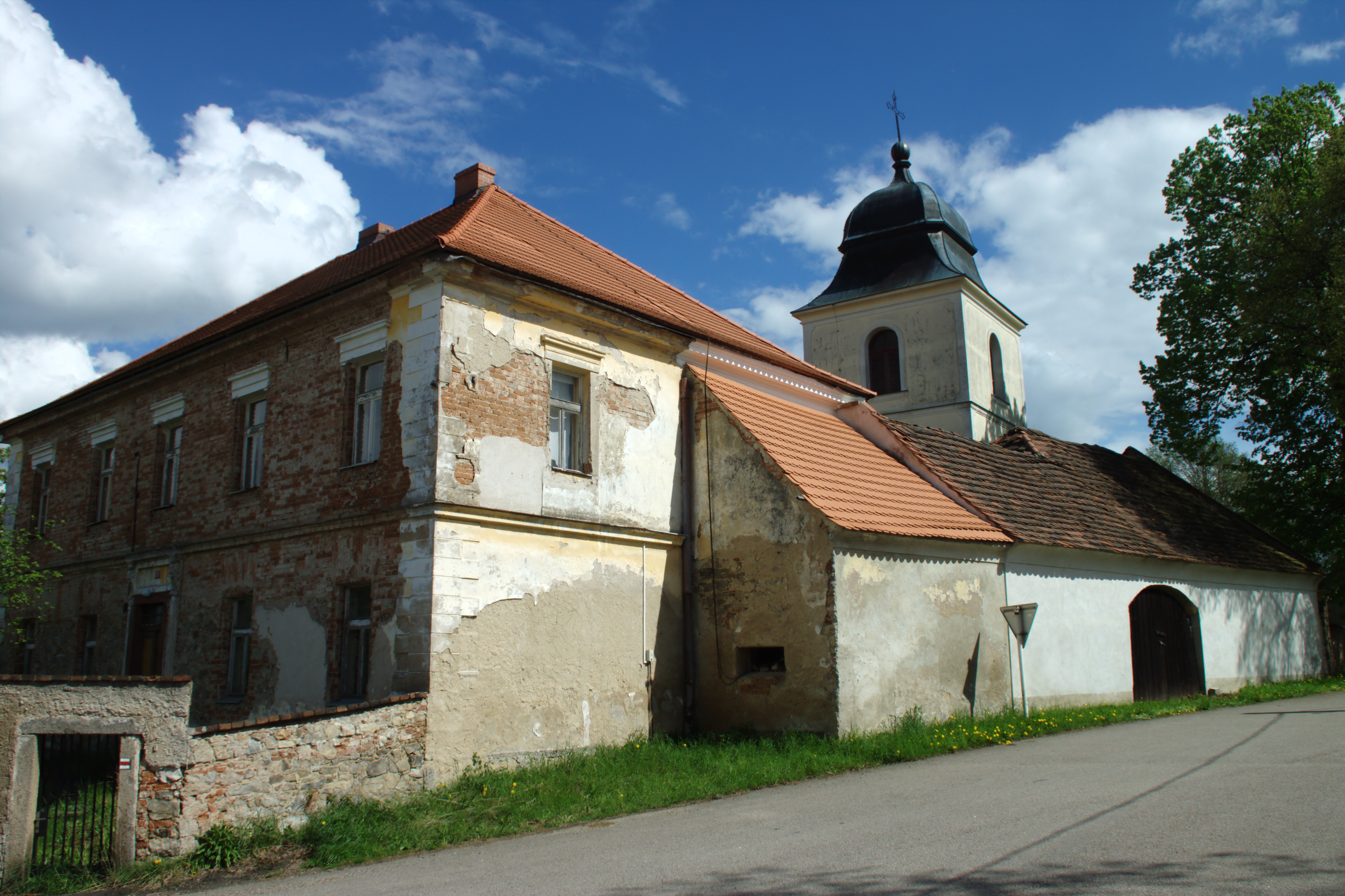
Fara a kostelní věž
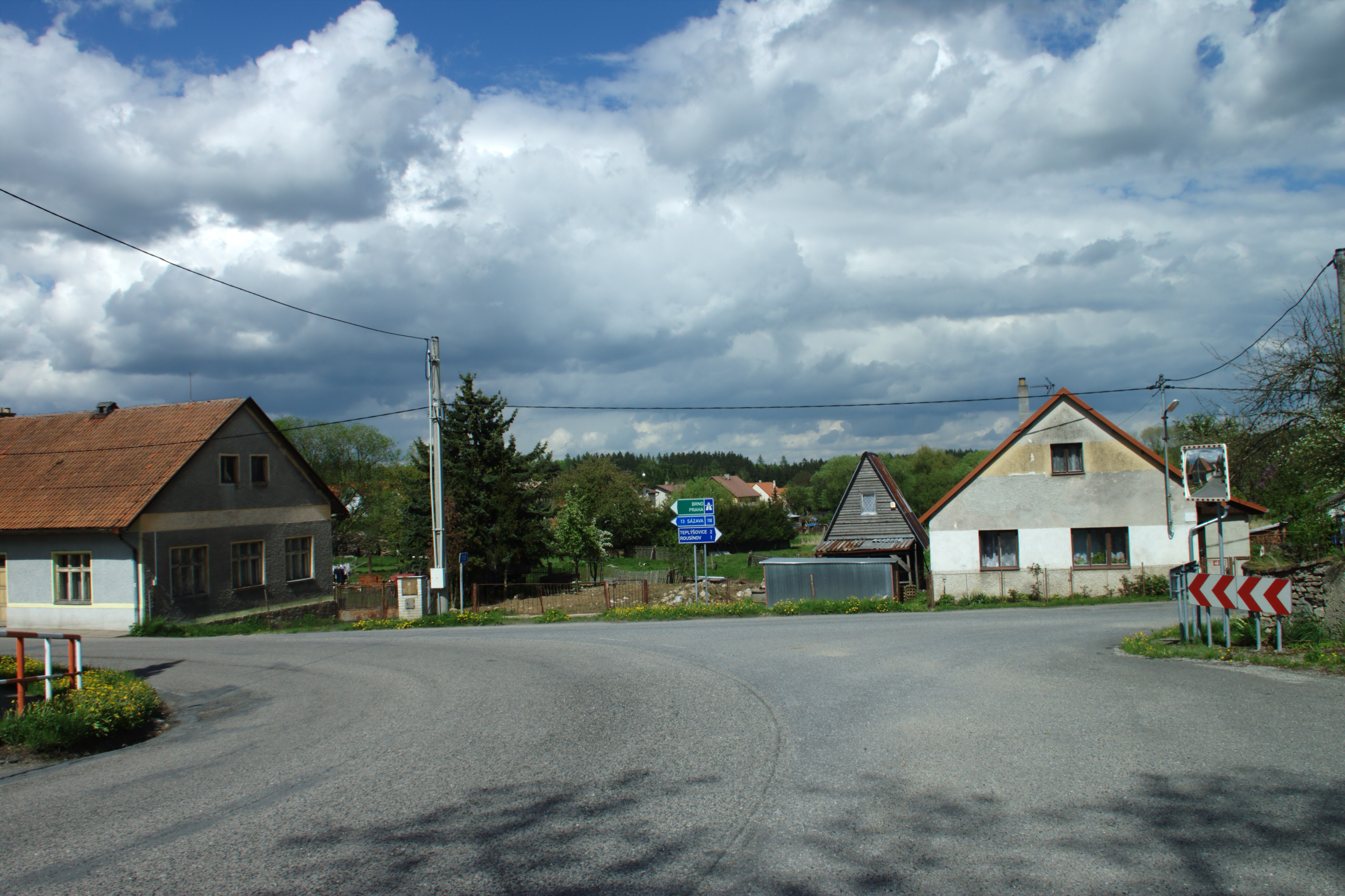
Křižovatka na návsi
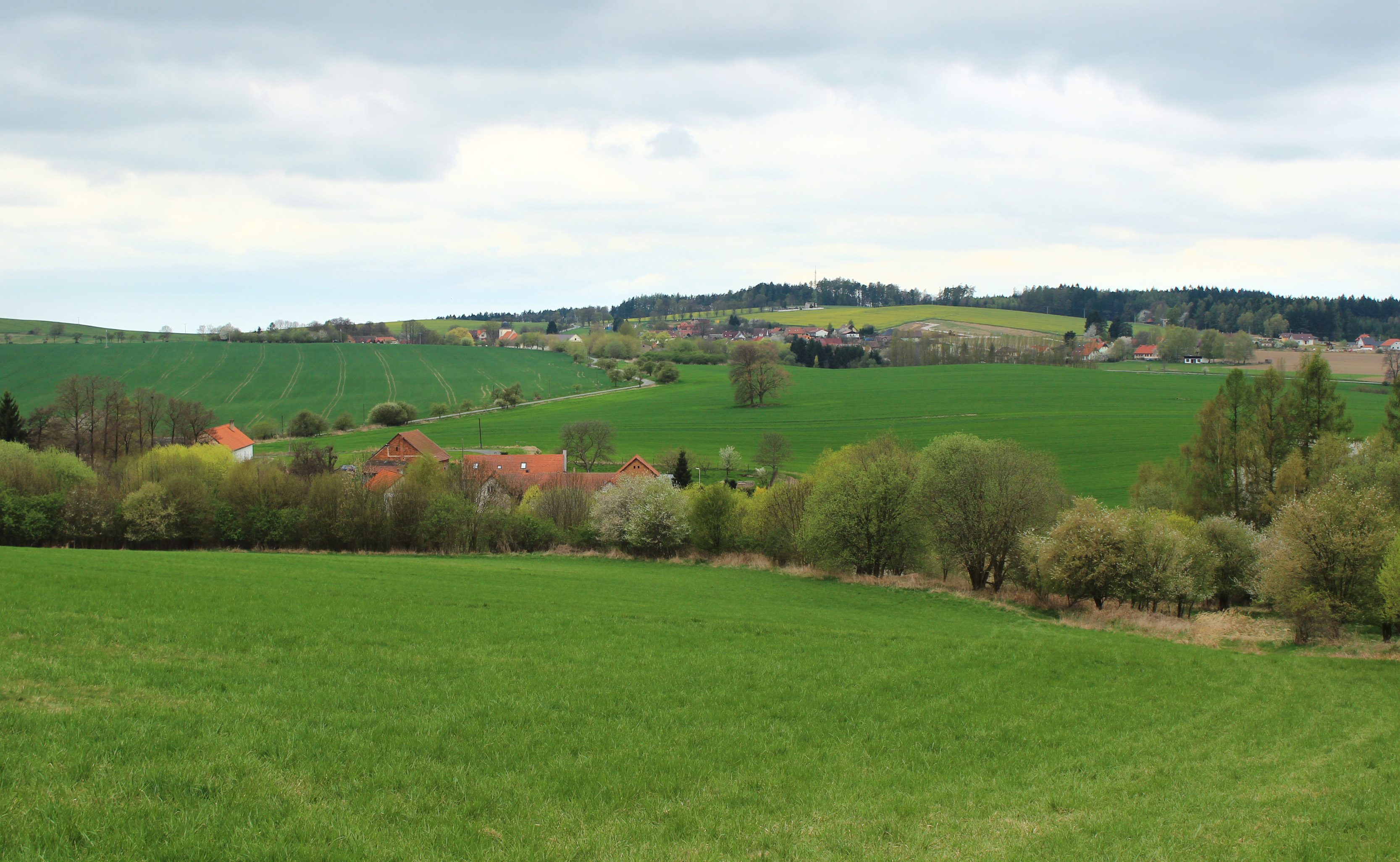
Kozmice od východu